# Singje
Singje (hangul: 신계군, Singje-kun, handzsa: 新溪郡, RR: Sin'gye-kun, ’új patak’) megye Észak-Koreában, Észak-Hvanghe (Hwanghae) tartományban. 1396-ban jött létre, Sinunhjon (신은현; 新恩縣, Sinŭnhyŏn) és Hjopkjehjon (협계현; 俠溪縣, Hyŏpkyehyŏn) egyesítéséből. 1952-ben emelték megyei rangra.

## Földrajza
Délről Thoszan (T'osan) és Kumcshon (Kŭmch'ŏn) és Phjongszan (P'yŏngsan), nyugatról Szohung (Sŏhŭng), északról Szuan (Suan) és Kokszan (Koksan), keletről a Kangvon (Kangwŏn) tartománybeli Phangjo (P'an'gyo) és Icshon (Ich'ŏn) határolja.
Legmagasabb pontja a 754 méter magas Kodzsueszan (고주애산; 高柱崖山, Kojuaesan).

## Közigazgatása
1 községből (up (ŭp)), 27 faluból (ri (ri)) áll:
| - Singje-up (신계읍; 新溪邑, Sin'gye-ŭp) - Kamu-ri (가무리; 歌舞里, Kamu-ri) - Kurak-ri (구락리; 龜洛里, Kurak-ri) - Kumszong-ri (금성리; 金城里, Kŭmsŏng-ri) - Teszong-ri (대성리; 大成里, Taesŏng-ri) - Tedzsong-ri (대정리; 大井里, Taejŏng-ri) - Tephjong-ri (대평리; 大坪里, Taep'yŏng-ri) - Rungszu-ri (릉수리; 陵水里, Rŭngsu-ri) - Maszan-ri (마산리; 馬山里, Masan-ri) - Pekkok-ri (백곡리; 白谷里, Paekkok-ri) - Pujong-ri (부용리; 芙蓉里, Puyong-ri) - Szadzsong-ri (사정리; 沙井里, Sajŏng-ri) - Sinszong-ri (신성리; 新星里, Sinsŏng-ri) - Sinhung-ri (신흥리; 新興里, Sinhŭng-ri) | - Vangdang-ri (왕당리; 汪塘里, Wangdang-ri) - Vongjo-ri (원교리; 院橋里, Wŏn'gyo-ri) - Undzsom-ri (은점리; 銀店里, Ŭnjŏm-ri) - Csongbong-ri (정봉리; 丁峯里, Chŏngbong-ri) - Csungszan-ri (중산리; 中山里, Chungsan-ri) - Csiszok-ri (지석리; 支石里, Chisŏk-ri) - Cshonge-ri (천개리; 天開里, Ch'ŏn'gae-ri) - Cshongok-ri (천곡리; 泉谷里, Ch'ŏn'gok-ri) - Cshucshon-ri (추천리; 楸川里, Ch'uch'ŏn-ri) - Cshimgjo-ri (침교리; 砧橋里, Ch'imgyo-ri) - Theul-ri (태을리; 太乙里, T'aeŭl-ri) - Hepho-ri (해포리; 海浦里, Haep'o-ri) - Hvaszong-ri (화성리; 花城里, Hwasŏng-ri) - Hvaja-ri (화야리; 花野里, Hwaya-ri) |

## Gazdaság
Singje (Sin'gye) megye gazdasága vegyiparra, élelmiszeriparra, kötő- és szövőiparra és bányászatra épül.

## Oktatás
Singje (Sin'gye) megye egy mezőgazdasági főiskolának, 35 általános és 35 középiskolának ad otthont.

## Egészségügy
A megye számos egészségügyi intézménnyel rendelkezik, köztük 1 megyei és 34 helyi kórházzal.

## Közlekedés
A megye közutakon a szomszédos helységek felől közelíthető meg. A megye vasúti kapcsolattal rendelkezik, a Cshongnjon Icshon (Ch'ŏngnyŏn Ich'ŏn) vonal része.